# Vergeten straat (film)
Vergeten straat is een Belgische dramafilm uit 1999 van Luc Pien. De film is gebaseerd op de gelijknamige roman van Louis Paul Boon uit 1946.

## Verhaal
Door nieuwe plannen van de stad Brussel zullen alle bewoners van een doodlopende straat onteigend moeten worden. Er volgt een klein verzet maar de persoonlijke belangen doen dit verzet al snel teniet. Schrijver Boon, een van de bewoners van de straat, creëert in zijn fantasie een wereld waarin de bewoners wel een geslaagd verzet kunnen voeren.

## Rolverdeling
| Acteur               | Personage       |
| -------------------- | --------------- |
| Jos Verbist          | Louis Paul Boon |
| Bob De Moor          | Fred            |
| Marc Peeters         | Vieze           |
| Cathérine Kools      | Hermine         |
| Wim Opbrouck         | Nonkel          |
| Caroline Maes        | Roza            |
| Dimitri Leue         | André           |
| Diederik Peeters     | Gaston          |
| Rico Zermeno         | oude Saedeleer  |
| Hilde Wils           | Jeanette        |
| Pascale Michiels     | madame Kaka     |
| Catherine Graindorge | Louiske         |